# Chloé Mayer
Pour les articles homonymes, voir Mayer.
Chloé Mayer, née le 28 juillet 1997 à Nancy (Meurthe-et-Moselle), est une volleyeuse internationale française évoluant au poste de centrale.

## Biographie

### Carrière
Originaire d'Heillecourt en Lorraine, Chloé Mayer arrive à l'âge de 14 ans au club de Vandœuvre Nancy Volley-Ball où elle suit un cursus de formation avant de signer son premier contrat professionnel en 2014,. Lors de sa première saison avec le VNVB, elle remporte le Championnat Élite. En 2019, après 8 années passées dans son club formateur, elle s'engage avec le Racing Club de Cannes avec lequel elle gagne la Supercoupe de France à son arrivée. Deux ans plus tard, elle rejoint le Volero Le Cannet, 4e au classement du dernier exercice et remporte le doublé Championnat-Coupe de France dès sa première année,.

### Équipe nationale
Elle intègre pour la première fois l'équipe de France lors de la campagne internationale 2017 où elle dispute l'Universiade d'été. Elle participe également à la Ligue européenne en 2018 et 2019.

## Clubs
- Vandœuvre Nancy VB (2014–2019)
- RC Cannes (2019–2021)
- Volero Le Cannet (2021–2023)
- CSM Târgoviște (2023–2024)
- Békéscsabai RSE (2024–)

## Palmarès

### En sélection nationale
Néant

### En club
en France
- Championnat de France (2) :
  - Vainqueur en 2022, 2023.

- Coupe de France (1) :
  - Vainqueur en 2022.

- Supercoupe de France (1) :
  - Vainqueur en 2019.
  - Finaliste en 2022.

- Championnat de France Élite (1) :
  - Vainqueur en 2015.

en Roumanie
- Coupe de Roumanie (1) :
  - Vainqueur en 2024.